# Urve Palo
Urve Palo, född 10 juli 1972 i Hapsal (Haapsalu), är en estnisk ekonom och tidigare socialdemokratisk politiker. Från november 2016 till juli 2018 var hon Estlands minister för entreprenörskap och informationsteknologi i Jüri Ratas första regering, men lämnade 2018 Socialdemokratiska partiet och regeringen efter en intern partistrid. Palo förblev oberoende ledamot i Riigikogu som politisk vilde, men valde att lämna politiken 2019 och inte ställa upp till omval. 
Palo var tidigare befolkningsminister i Andrus Ansips regering från 2007 till 2009 och ekonomi- och infrastrukturminister i Taavi Rõivas regering från 2014 till 2015.